# Cäcilie Mohor-Ravenstein
Cäcilie Mohor-Ravenstein fue una cantante con tesitura de soprano nacida en Maribor (Alemania) el 30 de septiembre de 1855 y fallecida en Baden-Baden el 26 de abril de 1928.

## Biografía
Durante unas vacaciones fue descubierta por el compositor austriaco Anton Bruckner e inició su formación musical. Tras un primer fracaso en Fráncfort del Meno continuó sus estudios con Julius Stockhausen. En 1886 se presenta en el Teatro de la Corte de Mannheim como Elisabeth en Tannhäuser.
Trabajó durante los años 1886 a 1892 en el Teatro de Mannheim, de 1892 a 1893 en Teatro de la Ópera de Hamburgo y de 1896 a 1897 realizó una gira por Norteamérica. En Estados Unidos intervendría en La valquiria, como Brunilda y en Lohengrin, como Ortrud. En Alemania cantó además en las ciudades de Leipzig, Colonia y Karlsruhe. Se retiró de los escenarios tras casarse con el arquitecto Simon Ravenstein. Fue considerada una de las grandes cantantes wagnerianas de su tiempo. Sin embargo, en 1888 se impidió su participación como Eva en Maestros Cantores en el Festival de Bayreuth por su origen judío.

### Repertorio
- Elisabeth en Tannhäuser
- Gräfin en Las bodas de Fígaro
- Agata en El cazador furtivo
- Titelrolle en Euryanthe
- Rezia en Oberón
- Leonora en Fidelio
- Isolda en Tristán e Isolda
- Elsa en Lohengrin
- Eva en Los maestros cantores de Núremberg
- Brunilda en El anillo del Nibelungo
- Aida en Aida
- Desdémona en Otelo
- Leonora en El trovador
- Santuzza en Caballería rusticana[1]